# Rumex rupestris
Rumex rupestris là một loài thực vật có hoa trong họ Rau răm. Loài này được Le Gall miêu tả khoa học đầu tiên năm 1850.